# Britta Steffen
Britta Steffen (n. 16 noiembrie 1983, Schwedt/Oder, Republica Democrată Germană, Germania) este o înotătoare germană. Britta a câștigat în decursul carierei sportive, 19 medalii la jocurile olimpice, campionatul mondial și european de natație. Ea este în prezent deținătoarea recordului mondial la 50 și 100 de m craul, record stabilit în anul 2008.

## Palmares
| Medalii obținute      |                |                       |
| Natație               |                |                       |
| Jocurile Olimpice     |                |                       |
| Aur                   | 2008 Peking    | 100 m craul           |
| Aur                   | 2008 Peking    | 50 m craul            |
| Campionatele Mondiale |                |                       |
| Bronz                 | 2007 Melbourne | 100 m craul           |
| Argint                | 2007 Melbourne | 4x200 m ștafetă craul |
| Aur                   | Roma, 2009     | 50 m craul            |
| Aur                   | Roma, 2009     | 100 m craul           |
| Aur                   | Roma, 2009     | 4x200 m ștafetă craul |
| Aur                   | Roma, 2009     | 4x200 m ștafetă mixt  |